# Erik Wickman
Erik Gunnar Wickman, född 23 juni 1924 i Stockholm, död 11 april 2019 i Holmedal, var en svensk målare, skulptör och tecknare.
Han var son till Ivar Wickman och Gertrud Engström och gift med Almaz Gizaw. Efter avlagd studentexamen 1945 studerade Wickman till teckningslärare på Konstfackskolan i Stockholm 1948–1953. Han gjorde en studieresa till Mexiko 1951–1952 där han studerade för Francisco José Narváez och han studerade konst i Delhi 1955–1956. Han studerade dessutom konsthistoria vid Stockholms universitet 1964–1965. Separat ställde han ut i bland annat Santiago i Mexiko, Addis Abeba och på några platser i Sverige. Man medverkade i Nationalmuseums utställning Unga tecknare 1951 och från 1961 i Stockholmssalongerna på Liljevalchs konsthall. Bland hans offentliga arbeten märks en muralmålning på Läroverket i Ludvika samt en muralmålning på en skola i Addis Abeba. Hans konst består av målningar utförda i olja eller collage samt skulpturer i trä, glas, plåt och järn. Wickman är representerad vid Linköpings kommun.